# زيارت سيد سليمان (تخت بندر عباس)
زیارت سید سلیمان (بالفارسية: زیارت سیدسلیمان) هي قرية تقع في إيران في قسم تخت الريفي. يقدر عدد سكانها بـ 806 نسمة .